# 朱珵塏
灵寿康穆王朱珵塏（16世纪—1600年），明朝瀋宣王朱恬烄的庶五子，明朝唯一一代灵寿王。

## 生平
万历七年（1579年）六月，朱恬烄请求封朱珵塏为王。署禮科事左給事中顧九思等称，按礼部商议，查《宗藩條例》，由郡王進封親王者，除继承人外，诸子无论嫡庶都只能按郡王之子受本等官職，萬曆二年（1574年）禮部曾准条例以前袭封者也如此，不得随意引用先例请求；当初朱恬烄的父亲瀋宪王朱胤栘系在伯祖父瀋恭王朱诠钲绝嗣后作为灵川王进封为瀋王，故朱珵塏不当封郡王；现在朱恬烄因为嘉靖年間弟弟朱恬焯得封鎮康王、朱恬爖得封安慶王，朱恬烄的儿子朱珵坦得封保定王，朱珵㙨在隆庆年间得封德化王，才以为朱珵塏也可以封王。礼部甚至提出隆庆年间得封的朱珵㙨系冒封，应该商议革除，嘉靖年间得封的朱恬焯、朱恬爖、朱珵坦也该在死后除国。礼部申明只有在条例以前作为亲王的弟弟、侄子进封的亲王的子孫才姑且准許照常襲封，条例後作为旁支進封的亲王的诸子都不许加封为郡王。明神宗不许封朱珵塏为郡王，并以为规矩。
万历二十年（1592年），朱珵塏的兄长瀋定王朱珵尧奏称弟弟朱珵塏、朱珵埏是《宗藩條例》以前进封的亲王的子孙，请求进封郡王。神宗念及宗亲，特准。礼部尚书李长春等认为不可准许，輔導官不能諫阻，应该交巡按御史提問，坚持不可封朱珵塏、朱珵埏为王。四月，神宗说特恩不能引以为例，按之前的旨意办理。
万历二十一年（1593年），朱珵尧再请求封朱珵塏、朱珵埏为王，神宗准许。禮部尚书罗万化及禮科給事中張貞觀力爭，称朱珵塏、朱珵埏应该仅仅封为将军，朱珵尧是出于兄弟私爱才坚持让弟弟封郡王。四月，神宗说按之前的旨意办理。
万历二十二年（1594年）三月，神宗因为奖励朱珵尧恭顺，允许封朱珵塏、朱珵埏为郡王，仍给镇国将军的俸禄，引以为例请求封王的按违制处理。同月，为朱珵塏、朱珵埏铸造靈壽王、六合王的麟鈕銀印。同年，朱珵塏、朱珵埏受封為靈壽王、六合王。
万历二十三年（1595年）四月，禮部尚書范謙安排冊封，遣陽武侯薛鉦、修撰翁正春、光祿寺少卿孫瑋、行人王経邦等二十人为正副册封使，選長治縣民女和氏封為靈壽王妃。
后来吉宣王朱翊鑾奏请按朱珵塏、朱珵埏分別封為靈壽王及六合王、秦靖王朱敬镕子朱誼𣴖封為崇信王等由小宗入继的亲王的子孙仍可封郡王的事例，早正儿子朱常汶、朱常的名分，及请求改封二人各自的夫人陳氏、周氏為王妃。万历二十四年（1596年）正月，神宗不顾礼部反对，命令朱常汶、朱常准照秦王府的例子改封郡王，他人不得引以為例。二月，禮科給事中楊天民称以前秦、瀋二王府的王子得封郡王已经错了，岂可再错，要防止他人心存侥幸效仿，请求按礼部所请停止封朱常汶、朱常为郡王，神宗不采纳。
万历二十八年（1600年），朱珵塏去世。无子，国除。三十一年（1603年）七月，赐谥号康穆。
天启五年（1625年）三月，詔革冗官，革除靈壽等王府各典膳。